# Mine de George Fisher
La mine de George Fisher est une mine à ciel ouvert et souterraine d'argent, de plomb et zinc située au Queensland en Australie.

## Histoire
Des géologues découvrent en 1947 un gisement de minerais, notamment de plomb, de zinc et d'argent.

## Activités
La mine organise des journées portes ouvertes à destination des familles de mineurs et du public.